# Anar Rzayev
Anar Rzayev (Bakou, 14 mars 1938) est un écrivain, dramaturge et réalisateur azerbaïdjanais.

## Biographie
Anar Rzayev est né dans la famille de poètes Rasul Rza et Nigar Rafibeyli. En 1945, il entre à l'école de musique Bulbul et obtient son diplôme avec distinction en 1955. La même année, il entre à la faculté de philologie de l'Université d'État d'Azerbaïdjan. Plus tard, il suit des cours d'écriture de scénario et de mise en scène à Moscou. Depuis 1968 il est rédacteur en chef de l'almanach des arts "Gobustan". 
En 1991, il est élu président de l'Union des écrivains d'Azerbaïdjan.
En 1995-2000, il était député du Milli Mejlis (Parlement d'Azerbaïdjan).